# Adam Morgan
Adam Joseph Morgan (Liverpool, 21 aprile 1994) è un calciatore inglese, attaccante del City of Liverpool.

## Carriera

### Club
Ha giocato 3 partite in Europa League nella stagione 2012-2013 con il Liverpool (due nei turni preliminari ed una nella fase a gironi); dall'estate del 2013, dopo un prestito nella terza divisione inglese al Rotherham Utd (con cui gioca una partita), è in prestito allo Yeovil Town, squadra neopromossa nella seconda serie inglese. Dopo aver fatto 12 presenze viene riscattato e ceduto in prestito al St. Johnstone, squadra della prima divisione scozzese, con cui gioca 5 partite di campionato. Dopo varie esperienze nelle serie minori inglesi, nel 2018 realizza 4 reti in 16 presenze nella prima divisione irlandese con gli Sligo Rovers. Nella stagione 2019-2020 realizza 8 reti in 12 presenze nel Romford per poi trasferirsi al Chelmsford City, club di National League South (sesta divisione).

### Nazionale
Ha preso parte ai Mondiali Under-17 del 2011, nei quali ha anche segnato due gol. Ha inoltre giocato 5 partite amichevoli con la nazionale Under-19, nella quale ha anche segnato un gol.

## Statistiche

### Presenze e reti nei club
Statistiche aggiornate al 1º dicembre 2013.
| Stagione        | Squadra         | Campionato      | Campionato | Campionato | Coppe nazionali | Coppe nazionali | Coppe nazionali | Coppe continentali | Coppe continentali | Coppe continentali | Altre coppe | Altre coppe | Altre coppe | Totale | Totale |
| Stagione        | Squadra         | Comp            | Pres       | Reti       | Comp            | Pres            | Reti            | Comp               | Pres               | Reti               | Comp        | Pres        | Reti        | Pres   | Reti   |
| --------------- | --------------- | --------------- | ---------- | ---------- | --------------- | --------------- | --------------- | ------------------ | ------------------ | ------------------ | ----------- | ----------- | ----------- | ------ | ------ |
| 2012-2013       | Liverpool       | PL              | 0          | 0          | FACup+CdL       | 0               | 0               | UEL                | 3                  | 0                  | -           | -           | -           | 3      | 0      |
| Totale carriera | Totale carriera | Totale carriera | 0          | 0          |                 | 0               | 0               |                    | 3                  | 0                  |             |             |             | 3      | 0      |

## Palmarès

### Individuale
- Capocannoniere della FA Cup: 1

2016-2017 (6 reti, alla pari con Son Heung-Min)